# Sustainalytics
A Sustainalytics é uma empresa com sede em Amsterdã que classifica a sustentabilidade das empresas listadas segundo seu desempenho nas áreas de proteção ambiental, social e de governança corporativa. A empresa foi fundada em 1992 pelo atual CEO da Michael Jantzi, e nasceu de uma fusão entre a Jantzi Research, sediada em Toronto, e sua parceira na Europa. Com a aquisição da GES International em 9 de janeiro de 2019, a Sustainalytics passou a ter mais de quinhentos funcionários, com escritórios em dezessete cidades ao redor do mundo, com mais de quinhentos clientes.

## Índices
Em 2000, a Sustainalytics lançou o Índice Social Jantzi, o primeiro índice de ações com enfoque social, composto por empresas canadenses. Em 2013, associou-se com as Organização das Nações Unidas, no programa Pacto Global, lançando o Global Compact 100, um índice de ações em tempo real que controla os signatários do programa, utilizando a metodologia ESG. Em 10 de setembro de 2018, o Banco Mundial emitiu uma nota de desenvolvimento sustentável vinculada ao Índice de Signatários de Sustentabilidade Global, outro índice que rastreia os signatários do Pacto Global das Nações Unidas com altas classificações de sustentabilidade.

## Os cem CEOs com melhor desempenho da HBR
Em 2015, a Harvard Business Review passou a incluir a classificação ESG como parte de sua avaliação dos cem CEOs com melhor desempenho do mundo.

## Escândalos de emissões de poluentes
A Sustainalytics sinalizou preocupação de governança na Volkswagen meses antes do escândalo das emissões de poluentes em 2015. A Sustainalytics também havia manifestado preocupação com a governança corporativa na FIAT, dezoito meses antes da empresa ser acusada de violar leis de emissões em 104 000 veículos a diesel, em janeiro de 2017.

## Parceria com a Morningstar
Em 2016, a Morningstar divulgou a primeira classificação de sustentabilidade para fundos mútuos e fundos negociados em bolsa com base na pesquisa ESG da Sustainalytics. Em 2017, a Morningstar tornou-se acionista da Sustainalytics, com participação em 40% da empresa.

## Empréstimos e "títulos verdes"
Em 2017, a ING Group emitiu o primeiro empréstimo para melhoria da sustentabilidade, em que a taxa de juros do empréstimo é associada à classificação de sustentabilidade do credor, Koninklijke Philips NV, aferida pela Sustainalytics. A Sustainalytics também apresenta "segundas opiniões" para fornecedores governamentais, para avaliar sua estrutura do vínculo verde, social ou de sustentabilidade. Em 2017 e 2018, os investidores escolheram a Sustainalyitcs como o "fornecedor de segunda opinião mais marcante" para este serviço no prêmio Global Capital Sustainable and Responsible Capital Markets Awards.

## Yahoo Finanças
Em 2018, o portal Yahoo! Finance passou a incluir a classificação ESG da Sustainalytics em mais de duas mil empresas. Os investidores de varejo também passaram acompanhar se as empresas estão envolvidas em controvérsias, produtos ou práticas controversas.

## Classificações de risco ESG
Em 12 de setembro de 2018, a Sustainalytics anunciou o lançamento de sua classificação de risco em  governança ambiental, social e corporativa (ESG), a mais recente iteração de suas pesquisas e classificações ESG que constituem seu principal negócio desde o início.
Rompimento de barragem de rejeitos da Vale S.A.
O desastre com a barragem de rejeitos da Vale S.A. em 25 de janeiro de 2019 na cidade brasileira de Brumadinho levou a Sustainalytics a rebaixar a mineradora de categoria 4 para a categoria 5, categoria de maior potencial de risco de investimento.
Desmatamento no Brasil
Um artigo publicado pela Sustainalytics em julho de 2019 apresentou uma visão geral dos primeiros seis meses de governo do presidente Bolsonaro e o impacto das políticas de seu governo nas florestas brasileiras e na população indígena, citando relatórios preliminares que sugeriram aumento do desmatamento e uso de pesticidas classificados como "perigosos" ou "extremamente perigosos" para os seres humanos e o meio ambiente pela Agência de Proteção Ambiental dos Estados Unidos. Em seu estudo, a Sustainalytics sugeriu que antes de buscar financiamentos, os investidores consultassem os bancos sobre sua estratégia de envolvimento com empresas agrícolas e florestais expostas a riscos ambientais e sociais no Brasil. Ainda segundo o estudo, a Sustainalytics havia avaliado as políticas de financiamento ambiental e social de treze dos maiores bancos brasileiros e estrangeiros por volume de ativos. Concluiu que as instituições em geral tinham políticas para financiamento de commodities como produtos florestais e agrícolas, incluindo produtos à base de carne. Cinco bancos brasileiros da amostragem tinham diretrizes ambientais e sociais gerais que abordavam o desmatamento, povos indígenas e práticas de criação de gado. Nenhum dos bancos da amostragem tinha uma política autônoma que tratasse dos direitos dos povos indígenas, e apenas os bancos estrangeiros tinham políticas para combater o desmatamento nas atividades de pecuária, agricultura e atividades madeireiras.
No mês seguinte, em um novo artigo, a Sustainalytics avaliou os riscos de reputação relacionados ao crescente desmatamento, especialmente em áreas de alto valor de conservação ou com alto estoque de carbono. Alertou para possíveis riscos materiais enfrentados pelas empresas agrícolas, incluindo a perda de contratos corporativos e que governos nacionais e blocos comerciais supranacionais, como a União Europeia, também poderiam aplicar restrições comerciais a empresas ou bens importados associados ao desmatamento e à apropriação de terras, pressionando ainda mais todas as empresas da cadeia de suprimentos. Citando especificamente a indústria de alimentos JBS, com sede no Brasil, a maior empresa de processamento de carne do mundo, exportando proteína animal para mais de 130 países, o artigo menciona que em 2017, o Instituto Brasileiro do Meio Ambiente e dos Recursos Naturais Renováveis (IBAMA) acusou a JBS de ter seus rebanhos em áreas desmatadas ilegalmente na Amazônia, que haviam sido embargadas. Como resultado, a agência governamental multou a empresa em 24 milhões de reais, interditou duas de suas fábricas de embalagens de carne e multou dois de seus fornecedores por também operar em terras protegidas.
O artigo conclui que práticas ambientais e sociais irresponsáveis têm consequências a longo prazo para a economia brasileira, que depende de seu capital natural e que, apesar do descaso com a proteção ambiental e social no Brasil nos últimos meses, haveria ainda espaço para investidores e clientes corporativos alavancarem sua influência como administradores com a responsabilidade de manter compromissos de investimento responsável e políticas corporativas. Finaliza, recomendando que para o Brasil reverter esse rumo, muito dependeria da disposição dos atores envolvidos, sejam pecuaristas, multinacionais, consumidores, bancos e investidores.